# Ticker tape parade

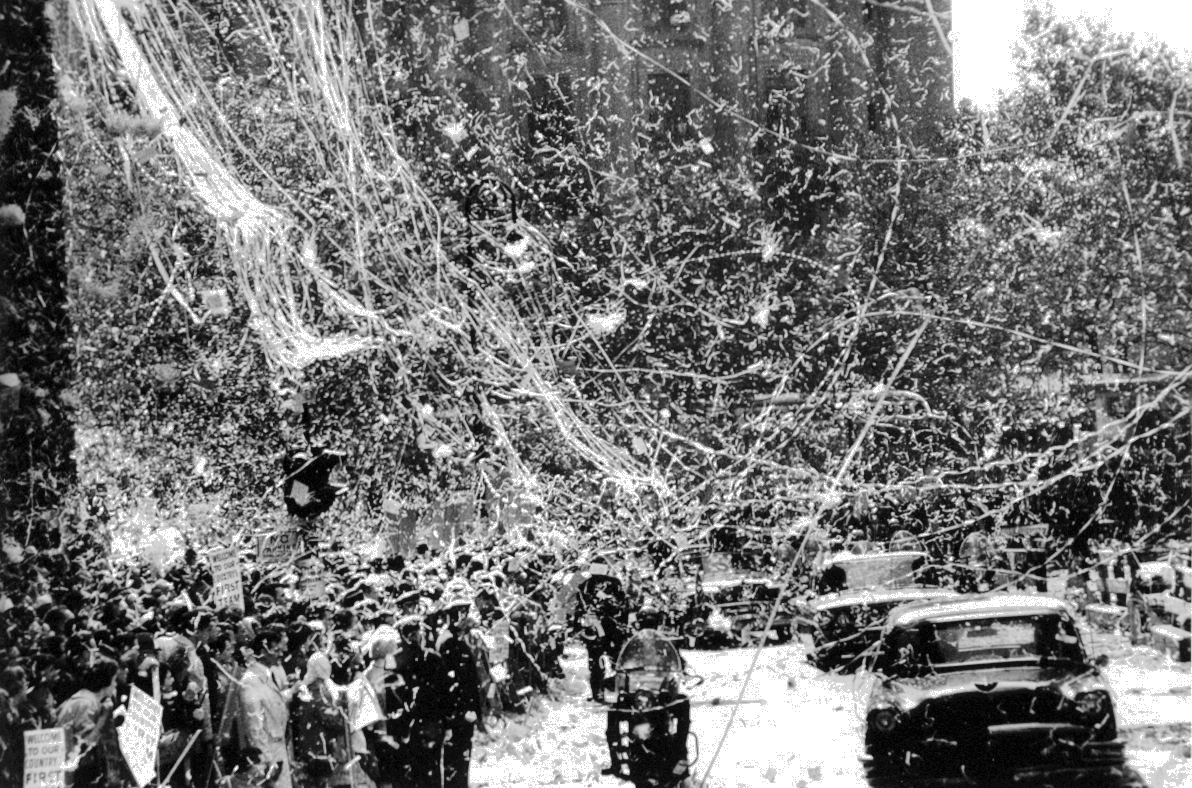
Ticker tape parade en honor al candidato presidencial Richard Nixon en Nueva York en 1960.

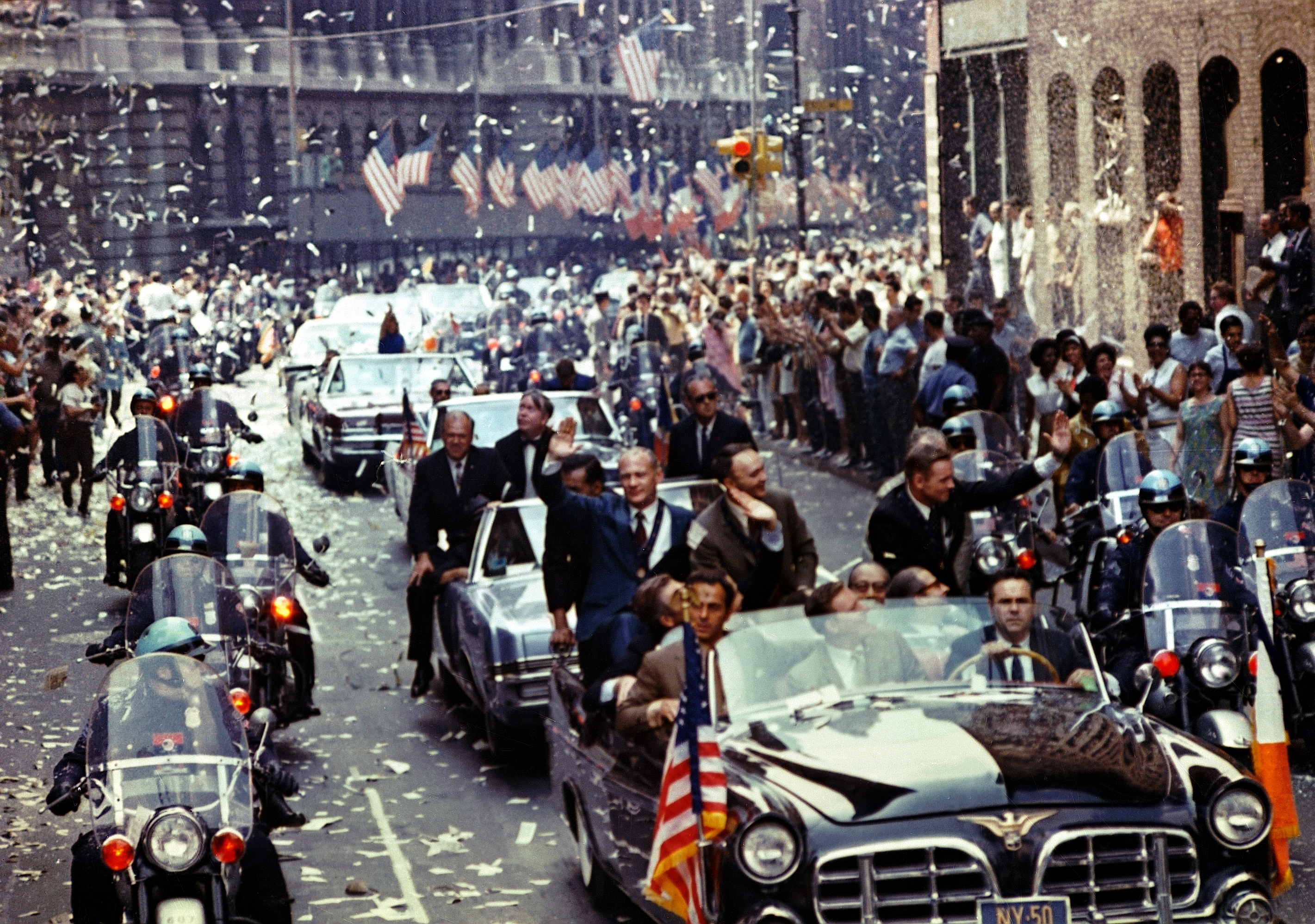
Ticker tape parade en Nueva York en honor a los astronautas del Apolo 11, agosto de 1969.

Un ticker tape parade (literalmente, «desfile de cinta de teletipo») es un desfile realizado en un entorno urbano, lo que permite que se tiren grandes cantidades de papel triturado (originalmente cinta de teletipo, pero en la actualidad principalmente confeti) desde los edificios de oficinas cercanos, creando con su caída un efecto de celebración, similar a una tormenta de nieve. El concepto tuvo su origen en los Estados Unidos y se asocia usualmente con este país, y especialmente con la ciudad de Nueva York. Fuera de los Estados Unidos, estos desfiles se asocian a menudo con la Copa Mundial de Fútbol de 1978 celebrada en Argentina.

## Historia
El término se originó en Nueva York tras una celebración espontánea realizada el 28 de octubre de 1886 durante la inauguración de la Estatua de la Libertad, y todavía se asocia estrechamente con la ciudad de Nueva York. El término ticker tape («cinta de teletipo») se debe a que originalmente se usaba el papel que salía de los teletipos, que eran dispositivos controlados a distancia usados en las corredurías para proporcionar las cotizaciones actualizadas del mercado de valores.
En Nueva York, los ticker tape parades se reservan para ocasiones especiales. Poco después del primero de estos desfiles, realizado en 1886, los oficiales de la ciudad se dieron cuenta de la utilidad de estos eventos y empezaron a realizarlos en ocasiones triunfales, como el regreso de Theodore Roosevelt de su expedición africana, el cruce a nado de Gertrude Ederle del Canal de la Mancha y el vuelo transatlántico de Charles Lindbergh. La primera persona que fue homenajeada con un ticker tape parade fue el almirante George Dewey, héroe de la batalla de Cavite, en 1899, cuando dos millones de personas llegaron a Nueva York para festejar. Tras la Segunda Guerra Mundial, se realizaron varios ticker tape parades en honor a generales y almirantes victoriosos, incluidos el general Dwight D. Eisenhower y el almirante Chester Nimitz. Dos de los mayores ticker tape parades fueron realizados en honor al general de la Segunda Guerra Mundial y la Guerra de Corea Douglas MacArthur en 1951, después de que fuera relevado por el presidente Harry S. Truman, y en honor al astronauta John Glenn en 1962. Los golfistas Bobby Jones (1921 y 1930) y Ben Hogan (1953) fueron honrados con ticker tape parades tras sus victorias en el Abierto Británico.
El tramo del sur de Broadway que atraviesa el Distrito Financiero, que sirve como ruta de estos desfiles, es llamado coloquialmente Canyon of Heroes («Cañón de los Héroes»). Más de doscientas franjas de granito negro incrustadas en las aceras del Canyon of Heroes recuerdan a los honrados por antiguos ticker tape parades. A principios del siglo xxi, estos desfiles se hicieron mucho menos frecuentes, limitados principalmente a las celebraciones de campeonatos de equipos deportivos y del regreso de astronautas y tropas militares.
La tecnología del teletipo se quedó obsoleta en la década de 1960, a medida que fue sustituida por la televisión y los computadores para transmitir la información financiera. Los desfiles modernos utilizan papel de desecho de oficina y papel higiénico que ha sido cortado usando trituradoras de papel. La ciudad también distribuye confeti para estas ocasiones.